# Université Myongji (métro de Séoul)
Université Myongji ( hangeul : 명지대역 ; hanja : 明知大驛 ) est une station de la ligne Yongin Everline à  Yeokbuk-dong, Cheoin-gu, Yongin, en Corée du Sud.

## Situation sur le réseau

Plan du réseau (2023)

La station Université Myongji est une station de la ligne Yongin Everline du métro de Séoul :
C'est une station aérienne, située entre la station Hôtel de ville – Université Yongin en direction du terminus est Giheung, et la station Gimnyangjang en direction du terminus est Jeondae–Everland.